# جام برندگان جام کونکاکاف
جام برندگان جام کونکاکاف یک رقابت باشگاهی بین‌المللی بود که توسط کونکاکاف به عنوان تورنمنت ثانویه فوتبال قاره‌ای از سال ۱۹۹۱ تا ۱۹۹۸ برگزار شد، اگرچه ۳ دوره آخر ناتمام ماند. باشگاه‌های شرکت کننده، قهرمان مسابقات جام حذفی کشور خود بودند.

## نتایج
| نسخه | سال  | قهرمان                                                            | نتیجه                                                             | نایب قهرمانی                                                      |
| ---- | ---- | ----------------------------------------------------------------- | ----------------------------------------------------------------- | ----------------------------------------------------------------- |
| ۱    | ۱۹۹۱ | اتلتیکو مارته                                                     | گروهی                                                             | کامیونیکیشنس                                                      |
| ۲    | ۱۹۹۳ | مونتری                                                            | گروهی                                                             | رئال اسپانیا                                                      |
| ۳    | ۱۹۹۴ | نیکاکسا                                                           | ۳–۰                                                               | آئورورا                                                           |
| ۴    | ۱۹۹۵ | تیکوس                                                             | ۲–۱                                                               | لوئیس آنخل فیرپو                                                  |
| –    | ۱۹۹۶ | مسابقات نیمه‌تمام ماند، تنها مراحل مقدماتی برگزار شد               | مسابقات نیمه‌تمام ماند، تنها مراحل مقدماتی برگزار شد               | مسابقات نیمه‌تمام ماند، تنها مراحل مقدماتی برگزار شد               |
| –    | ۱۹۹۷ | مسابقات نیمه‌تمام ماند، بازی فینال برگزار نشد                      | مسابقات نیمه‌تمام ماند، بازی فینال برگزار نشد                      | مسابقات نیمه‌تمام ماند، بازی فینال برگزار نشد                      |
| –    | ۱۹۹۸ | مسابقات نیمه‌تمام ماند، تنها بازی‌های منطقه آمریکای مرکزی برگزار شد | مسابقات نیمه‌تمام ماند، تنها بازی‌های منطقه آمریکای مرکزی برگزار شد | مسابقات نیمه‌تمام ماند، تنها بازی‌های منطقه آمریکای مرکزی برگزار شد |

## عملکرد
| باشگاه           | قهرمانی | نایب قهرمانی | سال‌های قهرمانی | سال‌های نایب قهرمانی |
| ---------------- | ------- | ------------ | -------------- | ------------------- |
| اتلتیکو مارته    | ۱       | ۰            | ۱۹۹۱           | –                   |
| مونتری           | ۱       | ۰            | ۱۹۹۳           | –                   |
| نیکاکسا          | ۱       | ۰            | ۱۹۹۴           | –                   |
| تیکوس            | ۱       | ۰            | ۱۹۹۵           | –                   |
| کامیونیکیشنس     | ۰       | ۱            | –              | ۱۹۹۱                |
| رئال اسپانیا     | ۰       | ۱            | –              | ۱۹۹۳                |
| آئورورا          | ۰       | ۱            | –              | ۱۹۹۴                |
| لوئیس آنخل فیرپو | ۰       | ۱            | –              | ۱۹۹۵                |

| کشور       | قهرمانی | نایب قهرمانی | مجموع |
| ---------- | ------- | ------------ | ----- |
| مکزیک      | ۳       | ۰            | ۳     |
| السالوادور | ۱       | ۱            | ۲     |
| گواتمالا   | ۰       | ۲            | ۲     |
| هندوراس    | ۰       | ۱            | ۱     |